# Susanne Miller
Pour les articles homonymes, voir Miller.
Susanne Miller (née Susanne Strasser : 14 mai 1915 - 1er juillet 2008) est une militante politique et historienne allemande.

## Biographie
Susanne Miller naît à Sofia en Bulgarie en mai 1915, dans une famille d'origine autrichienne et juive devenue protestante,. Sa mère meurt de la grippe vers 1920 ou 1921, son père se remarie et la famille s'installe en 1921 à Döbling, au nord-ouest de Vienne. Elle fait ses études secondaires dans un lycée mixte puis dans un lycée allemand de Sofia où sa famille s'est réinstallée en 1929 dans le cadre du travail d'Ernst Strasser, où elle obtient son Abitur à 17 ans.
Elle rejoint l'Internationaler Sozialistischer Kampfbund de Leonard Nelson, fondé en 1926.
Elle fait un séjour à Berlin en 1932, et fait la connaissance de Willi Eichler son futur mari, également membre du parti. Puis elle fait du travail social à Vienne.
Elle s'inscrit à l'université de Vienne, où elle fait des études d'histoire, d'anglais et de philosophie. Elle suit les cours de Max Adler et du philosophe Heinrich Gomperz et rejoint l'Association des étudiants socialistes au début des années 1930 sans devenir membre active pour autant.
Elle est témoin de la guerre civile autrichienne de février 1934, et participe à la distribution d'aides aux familles victimes.
Au cours de l'été 1934, Susan Strasser travaille pour une institution caritative fondée dans l'est de Londres par l'Église méthodiste, le Bermondsey Settlement. Elle rencontre des membres réfugiés de l'ISK, Jenny et Walter Fliess. Alors qu'elle fait un nouveau séjour en 1938 à Londres après l'Anschluss, elle décide de rester en Angleterre.
Susanne Strasser épouse le 25 septembre 1939 Horace Milton Sydney Miller, un militant travailliste, pour obtenir un passeport britannique,,,,,.
Miller devient membre de la communauté londonienne des exilés socialistes d'Allemagne, à laquelle appartiennent également Willi Eichler, la présidente de l'ISK, Minna Specht, ou encore Mary Saran. Elle donne des conférences et rédige des documents politiques pour préparer l'après-guerre.
Elle rencontre également des membres de l'Union générale des travailleurs juifs notamment Szmul Zygielbojm,,.

## Après-guerre
Dès la fin de la guerre, en 1945, Susanne Miller et Willi Eichler s'installent en Allemagne, initialement à Cologne, où ce dernier est nommé rédacteur en chef du journal Rheinische Zeitung. Elle divorce officiellement de Horace Miller en 1946. En avril 1946, comme la plupart des membres de l'ISK qui est officiellement dissous en décembre 1945, elle rejoint le Parti social-démocrate,,.
Elle participe aux travaux sur le programme de Bad Godesberg, puis reprend en 1960 des études d'histoire, de science politique et de pédagogie, à l'université rhénane Frédéric-Guillaume de Bonn. Elle soutient en 1963 une thèse de doctorat, dirigée par Karl Dietrich Bracher, sur le développement des programmes politiques des sociaux-démocrates allemands pendant la seconde moitié du XIXe siècle,. Son analyse de l'évolution des programmes de parti social-démocrate commence par l'Association générale des travailleurs allemands de Ferdinand Lassalle de 1863, et se poursuit jusqu'à Eduard Bernstein et les luttes révisionnistes des années 1890. Sa thèse, publiée en livre, est dédiée à Minna Specht.
Elle travaille dans un institut de recherche de Braunschweig de 1964 à 1978. Elle publie en 1974 Burgfrieden und Klassenkampf. Die deutsche Sozialdemokratie im Ersten Weltkrieg puis, en 1978, Die Bürde der Macht: Die deutsche Sozialdemokratie 1918-1920.
Elle publie en 1974 une histoire du SPD avec Heinrich Potthoff, réédité en 2002.

## Publications
- (de) Burgfrieden und Klassenkampf. Die deutsche Sozialdemokratie im Ersten Weltkrieg, Düsseldorf, Droste, 1974
- (de) Die Bürde der Macht. Die deutsche Sozialdemokratie 1918–1920, Düsseldorf, Droste, 1978, 532 p. (ISBN 3-7700-5095-9)

## Hommages et distinctions
En 2004, l'Académie bavaroise Georg von Vollmar lui décerne le prix Waldemar von Knoeringen en reconnaissance de ses services au renforcement de la démocratie et de la conscience historique. Une rue de Bonn porte son nom. À l'occasion du centenaire de sa naissance, la Philosophisch-Politische Akademie et l'Archiv der sozialen Demokratie organisent un symposium à Bonn le 25 juin 2015 en son honneur,.